# Canada op de Olympische Winterspelen 1956
Tijdens de Olympische Winterspelen van 1956, die in Cortina d'Ampezzo (Italië) werden gehouden, nam Canada voor de zevende keer deel.

## Medailleoverzicht
| Sport       | Olympiër                    | Discipline   | Medaille |
| ----------- | --------------------------- | ------------ | -------- |
| Kunstrijden | Frances Dafoe Norris Bowden | paarrijden   | Zilver   |
| Alpineskiën | Lucille Wheeler             | afdaling (v) | Brons    |
| IJshockey   | Olympisch team              | mannen       | Brons    |

## Deelnemers en resultaten

### Alpineskiën
| Olympiër        | Discipline       | Resultaat | Prestatie                      |
| --------------- | ---------------- | --------- | ------------------------------ |
| André Bertrand  | afdaling (m)     | 25e       | 3.31,2 (+39,0)                 |
| André Bertrand  | reuzenslalom (m) | 39e       | 3.33,1 (+33,0)                 |
| André Bertrand  | slalom (m)       | 50e       | 5.02,8 (+1.48,1) 2.42,8+2.20,0 |
|                 |                  |           |                                |
| Anne Heggtveit  | afdaling (v)     | 22e       | 1.53,2 (+12,5)                 |
| Anne Heggtveit  | reuzenslalom (v) | 29e       | 2.05,3 (+8,8)                  |
| Anne Heggtveit  | slalom (v)       | 30e       | 2.38,2 (+45,9) 1.31,0+1.07,2   |
| Carlyn Kruger   | afdaling (v)     | 22e       | 1.53,2 (+12,5)                 |
| Carlyn Kruger   | reuzenslalom (v) | dq        | diskwalificatie                |
| Carlyn Kruger   | slalom (v)       | 23e       | 2.22,3 (+30,0) 1.14,7+1.07,6   |
| Ginette Seguin  | afdaling (v)     | 33e       | 1.58,2 (+17,5)                 |
| Ginette Seguin  | reuzenslalom (v) | 36e       | 2.16,6 (+20,1)                 |
| Ginette Seguin  | slalom (v)       | 18e       | 2.15,6 (+23,3) 1.05,6+1.10,0   |
| Lucille Wheeler | afdaling (v)     | Brons     | 1.45,9 (+5,2)                  |
| Lucille Wheeler | reuzenslalom (v) | 6e        | 1.58,6 (+2,1)                  |
| Lucille Wheeler | slalom (v)       | dq        | diskwalificatie                |

### Kunstrijden
| Olympiër                    | Discipline | Resultaat | Prestatie                |
| --------------------------- | ---------- | --------- | ------------------------ |
| Charles Snelling            | mannen     | 8e        | pc. 67,0; 150,420 punten |
| Carole Pachl                | vrouwen    | 6e        | pc. 73,0; 154,740 punten |
| Ann Johnston                | vrouwen    | 9e        | pc. 94,0; 152,560 punten |
| Frances Dafoe Norris Bowden | paarrijden | Zilver    | pc. 16,0; 11,320 punten  |
| Barbara Wagner Robert Paul  | paarrijden | 6e        | pc. 54,5; 10,740 punten  |

### Langlaufen
| Olympiër         | Discipline | Resultaat | Prestatie        |
| ---------------- | ---------- | --------- | ---------------- |
| Clarence Servold | 15 km (m)  | 19e       | 53.34 (+3.55)    |
| Clarence Servold | 30 km (m)  | 37e       | 2:00.01 (+15.55) |
| Clarence Servold | 50 km (m)  | 22e       | 3:21.50 (+31.23) |

### Noordse combinatie
| Olympiër      | Discipline | Resultaat | Prestatie                                                                |
| ------------- | ---------- | --------- | ------------------------------------------------------------------------ |
| Irvin Servold | mannen     | 27e       | 399,000 punten schans: 180,0 (64,0+64,5+63,0 m) 15 km: 219,000 (1:01.44) |

### Schaatsen
| Olympiër      | Discipline   | Resultaat | Prestatie         |
| ------------- | ------------ | --------- | ----------------- |
| Gordon Audley | 500 m (m)    | 25e       | 43,2 (+3,0)       |
| Gordon Audley | 1500 m (m)   | 53e       | 2.26,1 (+17,5)    |
| Ralf Olin     | 500 m (m)    | 36e       | 44,1 (+3,9)       |
| Ralf Olin     | 1500 m (m)   | 41e       | 2.19,7 (+11,1)    |
| Ralf Olin     | 5000 m (m)   | 33e       | 8.30,5 (+41,8)    |
| Ralf Olin     | 10.000 m (m) | 31e       | 17.59,2 (+1.23,3) |
| John Sands    | 500 m (m)    | dnf       | opgave            |
| John Sands    | 1500 m (m)   | 45e       | 2.20,7 (+12,1)    |

### Schansspringen
| Olympiër         | Discipline | Resultaat | Prestatie                  |
| ---------------- | ---------- | --------- | -------------------------- |
| Jacques Charland | mannen     | 27e       | 188,0 punten (76,0+73,0 m) |

### IJshockey
| Olympiër | Discipline | Resultaat | Prestatie |
| --- | ---------- | --------- | --- |
| Denis Brodeur Keith Woodall Floyd Martin Howie Lee Art Hurst Johnny McKenzie Jim Logan Paul Knox Don Rope Byrle Klinck Bill Colvin Gerry Théberge Alfred Horne Charlie Brooker George Scholes Bob White Ken Laufman | mannen     | Brons     | voorronde groep A: 4 - 0 Canada - Duits eenheidsteam 23 - 0 Canada - Oostenrijk 3 - 1 Canada - Italië finaleronde: 6 - 3 Canada - Tsjecho-Slowakije 1 - 4 Canada - Verenigde Staten 10 - 0 Canada - Duits eenheidsteam 6 - 2 Canada - Zweden 0 - 2 Canada - Sovjet-Unie |

Australië · België · Bolivia · Bulgarije · Canada · Chili · Duits eenheidsteam · Finland · Frankrijk · Griekenland · Groot-Brittannië · Hongarije · IJsland · Iran · Italië · Japan · Joegoslavië · Libanon · Liechtenstein · Nederland · Noorwegen · Oostenrijk · Polen · Roemenië ·  Sovjet-Unie · Spanje · Tsjecho-Slowakije · Turkije · Verenigde Staten · Zuid-Korea · Zweden · Zwitserland